# Israele ai Giochi della XXX Olimpiade
Israele ha partecipato ai Giochi della XXX Olimpiade di Londra, che si sono svolti dal 27 luglio al 12 agosto 2012, con una delegazione composta da 37 atleti.
Il portabandiera della cerimonia di apertura è stato il velista Shahar Tzuberi, mentre quella della cerimonia di chiusura è stata la ginnasta Neta Rivkin.
Per la prima volta da Seoul 1988 lo stato di Israele non ha conquistato nemmeno una medaglia, sebbene diversi atleti abbiano raggiunto la finale.

## Atletica leggera
Maschile
| Atleta         | Gara     | Batterie | Batterie | Quarti | Quarti | Semifinali | Semifinali | Finale          | Finale          |
| Atleta         | Gara     | Tempo    | Pos.     | Tempo  | Pos.   | Tempo      | Pos.       | Tempo           | Pos.            |
| -------------- | -------- | -------- | -------- | ------ | ------ | ---------- | ---------- | --------------- | --------------- |
| Donald Sanford | 400 m    | 45"71    | 5        |        |        |            |            | Non qualificato | Non qualificato |
| Zohar Zimro    | Maratona |          |          |        |        |            |            | 2:34'59"        | 81              |

Femminile
Eventi concorsi
| Atleta           | Evento           | Qualificazioni | Qualificazioni | Finale          | Finale          |
| Atleta           | Evento           | Misura         | Posizione      | Misura          | Posizione       |
| ---------------- | ---------------- | -------------- | -------------- | --------------- | --------------- |
| Jillian Schwartz | Salto con l'asta | 4,40           | 18             | Non qualificata | Non qualificata |

## Badminton
Maschile
| Atleta          | Evento  | Girone                  | Girone               | Girone     | Ottavi di Finale     | Quarti di Finale     | Semifinale           | Finale               | Finale          |
| Atleta          | Evento  | Avversario Punteggio    | Avversario Punteggio | Classifica | Avversario Punteggio | Avversario Punteggio | Avversario Punteggio | Avversario Punteggio | Classifica      |
| --------------- | ------- | ----------------------- | -------------------- | ---------- | -------------------- | -------------------- | -------------------- | -------------------- | --------------- |
| Misha Zilberman | Singolo | Jørgensen P 13-21 12-21 | Wong P 9-21 15-21    | 3          | Non qualificato      | Non qualificato      | Non qualificato      | Non qualificato      | Non qualificato |

## Ginnastica

### Ginnastica artistica
Maschile
| Atleta             | Evento               | Qualificazione | Qualificazione | Qualificazione | Qualificazione | Qualificazione | Qualificazione | Qualificazione | Qualificazione | Finale          | Finale          | Finale          | Finale          | Finale          | Finale          | Finale          | Finale          |
| Atleta             | Evento               | Attrezzo       | Attrezzo       | Attrezzo       | Attrezzo       | Attrezzo       | Attrezzo       | Totale         | Posizione      | Attrezzo        | Attrezzo        | Attrezzo        | Attrezzo        | Attrezzo        | Attrezzo        | Totale          | Posizione       |
| Atleta             | Evento               | CL             | C              | A              | V              | P              | S              | Totale         | Posizione      | CL              | C               | A               | V               | P               | S               | Totale          | Posizione       |
| ------------------ | -------------------- | -------------- | -------------- | -------------- | -------------- | -------------- | -------------- | -------------- | -------------- | --------------- | --------------- | --------------- | --------------- | --------------- | --------------- | --------------- | --------------- |
| Felix Aronovich    | Concorso individuale | 14.033         | 13.433         | 14.100         | 13.900         | 14.233         | 13.500         | 83.199         | 32             | Non qualificato | Non qualificato | Non qualificato | Non qualificato | Non qualificato | Non qualificato | Non qualificato | Non qualificato |
| Alexander Shatilov | Concorso individuale | 15.633         | 14.133         | 14.033         | 15.533         | 14.700         | 14.000         | 89.032         | 12 Q           | 15.600          | 14.266          | 14.200          | 15.133          | 14.400          | 14.833          | 88.432          | 12              |
| Alexander Shatilov | Corpo libero         | 15.633         | N.D.           | N.D.           | N.D.           | N.D.           | N.D.           | 15.633         | 4 Q            | 15.333          | N.D.            | N.D.            | N.D.            | N.D.            | N.D.            | 15.333          | 6               |

Femminile
| Atleta           | Evento               | Qualificazione | Qualificazione | Qualificazione | Qualificazione | Qualificazione | Qualificazione | Finale          | Finale          | Finale          | Finale          | Finale          | Finale          |
| Atleta           | Evento               | Attrezzo       | Attrezzo       | Attrezzo       | Attrezzo       | Totale         | Posizione      | Attrezzo        | Attrezzo        | Attrezzo        | Attrezzo        | Totale          | Posizione       |
| Atleta           | Evento               | CL             | V              | P              | T              | Totale         | Posizione      | CL              | V               | P               | T               | Totale          | Posizione       |
| ---------------- | -------------------- | -------------- | -------------- | -------------- | -------------- | -------------- | -------------- | --------------- | --------------- | --------------- | --------------- | --------------- | --------------- |
| Valeria Maksyuta | Concorso individuale | 12.800         | 9.433          | 10.533         | 12.933         | 45.699         | 59             | Non qualificata | Non qualificata | Non qualificata | Non qualificata | Non qualificata | Non qualificata |

### Ginnastica ritmica
Femminile
| Atleta      | Evento               | Qualificazione | Qualificazione | Qualificazione | Qualificazione | Qualificazione | Qualificazione | Finale  | Finale | Finale | Finale | Finale  | Finale     |
| Atleta      | Evento               | Cerchio        | Palla          | Clavi          | Nastro         | Totale         | Classifica     | Cerchio | Palla  | Clavi  | Nastro | Totale  | Classifica |
| ----------- | -------------------- | -------------- | -------------- | -------------- | -------------- | -------------- | -------------- | ------- | ------ | ------ | ------ | ------- | ---------- |
| Neta Rivkin | Concorso individuale | 27.450         | 26.200         | 27.525         | 27.725         | 108.900        | 9 Q            | 27.350  | 26.850 | 27.800 | 27.000 | 109.000 | 7          |

| Atlete                                                                                       | Evento             | Qualificazione | Qualificazione      | Qualificazione | Qualificazione | Finale  | Finale              | Finale | Finale     |
| Atlete                                                                                       | Evento             | 5 palle        | 3 nastri e 2 cerchi | Totale         | Classifica     | 5 palle | 3 nastri e 2 cerchi | Totale | Classifica |
| -------------------------------------------------------------------------------------------- | ------------------ | -------------- | ------------------- | -------------- | -------------- | ------- | ------------------- | ------ | ---------- |
| Moran Buzovsky Victoria Koshel Noa Palathcy Marina Shultz Polina Zakaluzny Eliora Zholkovski | Concorso a squadre | 26.500         | 26.600              | 53.100         | 7 Q            | 26.725  | 26.675              | 53.400 | 8          |

## Judo
Maschile
| Atleta            | Evento  | 64-esimi             | 32-esimi             | 16-esimi             | Ottavi               | Quarti di finale     | Semifinali           | 1º Turno ripescaggi  | 2º Turno ripescaggi  | Finale          | Finale |
| Atleta            | Evento  | Avversario Risultato | Avversario Risultato | Avversario Risultato | Avversario Risultato | Avversario Risultato | Avversario Risultato | Avversario Risultato | Avversario Risultato | Classifica      |        |
| ----------------- | ------- | -------------------- | -------------------- | -------------------- | -------------------- | -------------------- | -------------------- | -------------------- | -------------------- | --------------- | ------ |
| Tommy Arshansky   | −60 kg  | BYE                  | Mooren V 0001–0001   | Hiraoka P 0000–0012  | Non qualificato      | Non qualificato      | Non qualificato      | Non qualificato      | Non qualificato      | Non qualificato |        |
| Golan Pollack     | −66 kg  | Larose P 0000–0001   | Non qualificato      | Non qualificato      | Non qualificato      | Non qualificato      | Non qualificato      | Non qualificato      | Non qualificato      | Non qualificato |        |
| Soso Palelashvili | −73 kg  | BYE                  | Huysuz P 0010–0000   | Nakaya P 0000–0101   | Non qualificato      | Non qualificato      | Non qualificato      | Non qualificato      | Non qualificato      | Non qualificato |        |
| Ariel Zeevi       | −100 kg | N.D.                 | Peters P 0000–1000   | Non qualificato      | Non qualificato      | Non qualificato      | Non qualificato      | Non qualificato      | Non qualificato      | Non qualificato |        |

Femminile
| Atleta            | Evento | 32-esimi             | 16-esimi             | Ottavi               | Quarti di finale     | Semifinali           | 1º Turno ripescaggi  | 2º Turno ripescaggi  | Finale               | Finale     |
| Atleta            | Evento | Avversario Risultato | Avversario Risultato | Avversario Risultato | Avversario Risultato | Avversario Risultato | Avversario Risultato | Avversario Risultato | Avversario Risultato | Classifica |
| ----------------- | ------ | -------------------- | -------------------- | -------------------- | -------------------- | -------------------- | -------------------- | -------------------- | -------------------- | ---------- |
| Alice Schlesinger | −63 kg | BYE                  | Drexler V 0010-0002  | Žolnir P 0000-1100   | Non qualificata      | Émane P 0002-0010    | Non qualificata      | Non qualificata      | 7                    |            |

## Nuoto e sport acquatici

### Nuoto
Maschile
| Atleta                | Evento             | Batteria | Batteria   | Semifinale      | Semifinale      | Finale          | Finale          |
| Atleta                | Evento             | Tempo    | Classifica | Tempo           | Classifica      | Tempo           | Classifica      |
| --------------------- | ------------------ | -------- | ---------- | --------------- | --------------- | --------------- | --------------- |
| Nimrod Shapira Bar-Or | 200 m stile libero | 1:48.60  | 21         | Non qualificato | Non qualificato | Non qualificato | Non qualificato |
| Imri Ganiel           | 100 m rana         | 1:02.07  | 32         | Non qualificato | Non qualificato | Non qualificato | Non qualificato |
| Gal Nevo              | 200 m farfalla     | 1:59.98  | 32         | Non qualificato | Non qualificato | Non qualificato | Non qualificato |
| Gal Nevo              | 200 m misti        | 1:59.56  | 12 Q       | 1:59.17         | 10              | Non qualificato | Non qualificato |
| Gal Nevo              | 400 m misti        | 4:14.77  | 10         | Non qualificato | Non qualificato | Non qualificato | Non qualificato |
| Yakov Yan Toumarkin   | 200 m dorso        | 54.91    | 24         | Non qualificato | Non qualificato | Non qualificato | Non qualificato |
| Yakov Yan Toumarkin   | 200 m dorso        | 1:57.33  | 8 Q        | 1:57.33         | 8 Q             | 1:57.62         | 7               |

Femminile
| Atleta    | Evento         | Batterie | Batterie   | Semifinali      | Semifinali      | Finale          | Finale          |
| Atleta    | Evento         | Tempo    | Classifica | Tempo           | Classifica      | Tempo           | Classifica      |
| --------- | -------------- | -------- | ---------- | --------------- | --------------- | --------------- | --------------- |
| Amit Ivry | 100 m farfalla | 58.78    | 18         | Non qualificata | Non qualificata | Non qualificata | Non qualificata |
| Amit Ivry | 200 m misti    | 2:13.29  | 12 Q       | 2:13.31         | 13              | Non qualificata | Non qualificata |

### Nuoto sincronizzato
| Atlete                         | Evento | Programma tecnico (Preliminari) | Programma tecnico (Preliminari) | Programma libero (Preliminari) | Programma libero (Preliminari) | Programma libero (Preliminari) | Programma libero (Preliminari) | Programma libero (Finale) | Programma libero (Finale) |
| Atlete                         | Evento | Punti                           | Classifica                      | Punti                          | Classifica                     | Punti totali                   | Classifica                     | Punti                     | Classifica                |
| ------------------------------ | ------ | ------------------------------- | ------------------------------- | ------------------------------ | ------------------------------ | ------------------------------ | ------------------------------ | ------------------------- | ------------------------- |
| Anastasia Gloushkov Inna Yoffe | Duo    | 83.400                          | 17                              | 83.520                         | 17                             | 166.920                        | 17                             | Non qualificate           | Non qualificate           |

## Tennis
Maschile
| Jonathan Erlich Andy Ram | Doppio |  |  | Granollers M. López | V 7–6(5), 7–6(3) | Federer Wawrinka | V 1–6, 7–6(5), 6–3 | M. Bryan B. Bryan | P 7–6(4), 7–6(10) | Non qualificati | Non qualificati | Non qualificati | Non qualificati | Non qualificati | Non qualificati | Non qualificati |

Femminile
| Atleta      | Evento  | 64-esimi        | 64-esimi   | 32-esimi        | 32-esimi        | 16-esimi        | 16-esimi        | Quarti di finale | Quarti di finale | Semifinali      | Semifinali      | Finale          | Finale          | Classifica      |
| Atleta      | Evento  | Avver.          | Punt.      | Avver.          | Punt.           | Avver.          | Punt.           | Avver.           | Punt.            | Avver.          | Punt.           | Avver.          | Punt.           | Classifica      |
| ----------- | ------- | --------------- | ---------- | --------------- | --------------- | --------------- | --------------- | ---------------- | ---------------- | --------------- | --------------- | --------------- | --------------- | --------------- |
| Shahar Peer | Singolo | Marija Šarapova | P 2-6, 0-6 | Non qualificata | Non qualificata | Non qualificata | Non qualificata | Non qualificata  | Non qualificata  | Non qualificata | Non qualificata | Non qualificata | Non qualificata | Non qualificata |

## Tiro a segno/volo
Maschile
| Atleta        | Evento                      | Qualificazione | Qualificazione | Finale          | Finale          |
| Atleta        | Evento                      | Punteggio      | Classifica     | Punteggio       | Classifica      |
| ------------- | --------------------------- | -------------- | -------------- | --------------- | --------------- |
| Sergy Rikhter | Carabina 10m aria compressa | 595            | 9              | Non qualificato | Non qualificato |
| Sergy Rikhter | Carabina 50 metri a terra   | 587            | 44             | Non qualificato | Non qualificato |

## Vela
Maschile
| Atleta                  | Evento | Regata | Regata | Regata | Regata | Regata | Regata | Regata | Regata | Regata | Regata | Regata | Punteggio Netto | Classifica |
| Atleta                  | Evento | 1      | 2      | 3      | 4      | 5      | 6      | 7      | 8      | 9      | 10     | M      | Punteggio Netto | Classifica |
| ----------------------- | ------ | ------ | ------ | ------ | ------ | ------ | ------ | ------ | ------ | ------ | ------ | ------ | --------------- | ---------- |
| Shahar Tzuberi          | RS:X   | 12     | 8      | 17     | 10     | 39     | 12     | 35     | 34     | 26     | 1      | EL     | 155             | 19         |
| Gideon Kliger Eran Sela | 470    | 17     | 11     | 17     | 11     | 2      | 14     | 5      | 12     | 28     | 23     | EL     | 112             | 15         |

Femminile
| Atleta                  | Evento       | Regata | Regata | Regata | Regata | Regata | Regata | Regata | Regata | Regata | Regata | Regata | Punteggio Netto | Classifica |
| Atleta                  | Evento       | 1      | 2      | 3      | 4      | 5      | 6      | 7      | 8      | 9      | 10     | M      | Punteggio Netto | Classifica |
| ----------------------- | ------------ | ------ | ------ | ------ | ------ | ------ | ------ | ------ | ------ | ------ | ------ | ------ | --------------- | ---------- |
| Lee Korzits             | RS:X         | 1      | 3      | 7      | 2      | 2      | 11     | 2      | 1      | 9      | 11     | 18     | 56              | 6          |
| Nufar Edelman           | Laser Radial | 33     | 33     | 33     | 34     | 29     | 3      | 34     | 28     | 18     | 26     | EL     | 237             | 30         |
| Vered Buskila Gil Cohen | 470          | 3      | 21     | 10     | 19     | 4      | 14     | 12     | 15     | 12     | 17     | EL     | 105             | 15         |